# Agua Dulcita, Mexiko
Agua Dulcita är en ort i Mexiko.   Den ligger i kommunen Las Choapas och delstaten Veracruz, i den sydöstra delen av landet, 600 km öster om huvudstaden Mexico City. Agua Dulcita ligger 11 meter över havet och antalet invånare är 107.
Terrängen runt Agua Dulcita är platt. Runt Agua Dulcita är det ganska glesbefolkat, med 38 invånare per kvadratkilometer. Närmaste större samhälle är Las Choapas, 6,6 km norr om Agua Dulcita. Omgivningarna runt Agua Dulcita är en mosaik av jordbruksmark och naturlig växtlighet.